# حسن مشیمع
حسن مُشَیمَع دبیرکل جنبش آزادی و دموکراسی در بحرین (حق) و یکی از مخالفان مشهور دولت بحرین است.
وی از قدیمی‌ترین زندانیان سیاسی در بحرین است.
سازمان عفو بین‌الملل وی را از مهمترین زندانیان سیاسی جهان خوانده‌است.

## فعالیت‌های سیاسی
وی عنوان دبیرکل حزب «الوفاق» و همچنین به عنوان دبیرکل جنبش آزادی و دموکراسی در بحرین (حق) فعالیت داشته‌است.

## دستگیری و زندان
مشیمع در سال ۱۹۹۵ به دنبال فعالیت‌های سیاسی و حقوق بشری در بحرین دستگیر شد و در مجموع پنج سال را در زندان گذراند.
در سال ۲۰۱۱، وی بار دیگر دستگیر شد. و به حبس ابد محکوم شد.

## شرایط جسمانی در زندان
مشیمع از سال ۲۰۱۱ در زندان به سر می‌برد.
به دنبال وخامت حال جسمانی وی، پادشاهی بحرین با آزادی مشروط وی موافقت کردند. مشیمع با استناد به آیه‌ای از قرآن این عفو مشروط را رد کرد و آن را ذلت خواند. این اقدام وی از سوی عیسی قاسم مورد تقدیر قرار گرفت.

### سایر نظرات
- فاضل عباس نویسنده و زندانی سیاسی سابق: این کلمات تنها از یک مرد مؤمن شجاع و رهبری بزرگ بر می‌آید.[۱۰]
- ابراهیم شریف، دبیرکل اسبق جمعیت لیبرال وعد و زندانی سیاسی سابق: استاد حسن با اینکه می‌توانست آزادی را با افتخار انتخاب کند و حق وی نیز بود اما این گزینه را برگزید تا پیامی روشن از امید، قدرت ایمان و تعهد به حقوق مردم را بیان کند.[۱۰]
- علی فایز، تحلیلگر بحرینی و زندانی سیاسی سابق: آنچه از شخصی مانند استاد حسن مشیمع توقع می‌رفت همین بود؛ شامخ، بلند همت، اسوه صبر و ایستادگی و امیدبخش در راهی پر زحمت تا زمانی که خدا پیروزی را مقدر سازد.[۱۰]

## پی‌نوشت و منابع
1. ↑  «دیدبان حقوق بشر روند محاکمه شیعیان بحرین را محکوم کرد». BBC Persian.
2. ↑  «حسن مُشَیمَع یکی از رهبران مخالفان بحرین به کشورش بازگشت». رادیو فردا.
3. ↑  «عفو بین‌الملل: یکی از قدیمی‌ترین زندانیان سیاسی در بحرین بازداشت است». ایرنا.
4. ↑  «عفو بین‌الملل: یکی از مهمترین زندانیان سیاسی جهان در بحرین است». ایسنا.
5. ↑  «العفو الدولیة: أحد أهم المعتقلین السیاسیین فی العالم یعانی فی سجون البحرین». rt.com.
6. ↑  «عفو بین‌الملل: یکی از قدیمی‌ترین زندانیان سیاسی در بحرین بازداشت است». ایرنا.
7. 1 2  «Bahrain releases some political prisoners under new law». رویترز.
8. ↑  «عفو بین‌الملل: یکی از قدیمی‌ترین زندانیان سیاسی در بحرین بازداشت است». ایرنا.
9. ↑  «تیم حقوق بشری سازمان ملل از بحرین بازدید می‌کند». دویچه وله فارسی.
10. 1 2 3 4  «روحانی بحرینی با استناد به قرآن آزادی را نپذیرفت/ تقدیر شیخ عیسی قاسم». ایکنا.